# Trox tasmanicus
Trox tasmanicus is een keversoort uit de familie beenderknagers (Trogidae). De wetenschappelijke naam van de soort is voor het eerst geldig gepubliceerd in 1904 door Blackburn.